# Покемон хронике
Покемон хронике је јапанска анимирана телевизијска серија, у Јапану делимично позната као Pocket Monsters Side Stories (ポケットモンスター サイドストーリー Poketto Monsutā Saido Sutōrī). Ова серија је спиноф анимиране серије Покемон, међутим радња се врти око споредних ликова, а не Еша Кечама.
Серија се састоји од телевизијског анимираног филма Покемон: легенда грома и појединих ТВ специјала анимиране серије, емитованих у Јапану. Америчка компанија 4Kids Entertainment, која је радила енглеску синхронизацију, је за америчко и светско тржиште спојила ове специјале и ТВ филм у нову серију звану Покемон хронике, а као уводну и завршну шпицу је користила ремикс G/S Покерепа и исечке сцена из истих специјала.
У Србији, Црној Гори и Босни и Херцеговини се емитовала од 2005. на Хепи ТВ, синхронизована на српски језик. Синхронизацију је радила Хепи ТВ. Уводна шпица је у појединим епизодама остављена као инструментал са синхронизованим речима наратора, у неким је остављена у оригиналу са синхронизованим речима наратора, а у неким у потпуности у оригиналу.

## Ликови и улоге
| Име лика       | Име глумца                                         |
| -------------- | -------------------------------------------------- |
| Еш Кечам       | Горан Јевтић                                       |
| Брок           | Бојан Жировић                                      |
| Кејси          | Владислава Ђорђевић                                |
| Гери Оук       | Горан Јевтић                                       |
| Џими           | Горан Јевтић                                       |
| Марина         | Марија Дакић                                       |
| Винсент        | Бојан Жировић                                      |
| Мисти          | Марија Дакић                                       |
| Професор Оук   | Горан Јевтић (Еп. 8) Бојан Жировић (Еп. 15)        |
| Ричи           | Горан Јевтић (Еп. 12) Владислава Ђорђевић (Еп. 18) |
| Трејси Скечит  | Бојан Жировић                                      |
| Дилија Кечам   | Владислава Ђорђевић                                |
| Гилберт        | Горан Јевтић                                       |
| Атила          | Бојан Жировић                                      |
| Хун            | Владислава Ђорђевић                                |
| Кесиди         | Марија Дакић                                       |
| Буч            | Горан Јевтић                                       |
| Професор Нанба | Горан Јевтић                                       |
| Џеси           | Владислава Ђорђевић                                |
| Џејмс          | Бојан Жировић                                      |
| Мјау           | Горан Јевтић                                       |

## Списак епизода
| Премијера у САД | Број | Српски назив                                 | Енглески назив                                 | Коментар                                                               |
| --------------- | ---- | -------------------------------------------- | ---------------------------------------------- | ---------------------------------------------------------------------- |
| 03.06.2006      | 1    | Легенда грома (Први део)                     | The Legend of Thunder (Part 1)                 | Састоји се од три дела.                                                |
| 10.06.2006      | 2    | Легенда грома (Други део)                    | The Legend of Thunder (Part 2)                 | Састоји се од три дела.                                                |
| 10.06.2006      | 3    | Легенда грома (Трећи део)                    | The Legend of Thunder (Part 3)                 | Састоји се од три дела.                                                |
| 17.06.2006      | 4    | Пикачуов зимски распуст                      | Pikachu's Winter Vacation                      | Састоји се од две краће епизоде: Делибирдова дилема и Снешко Снорлакс. |
| 24.06.2006      | 5    | Породица која се бори заједно остаје заједно | A Family That Battles Together Stays Together! |                                                                        |
| 24.06.2006      | 6    | Церулиански блуз                             | Cerulean Blues                                 |                                                                        |
| 01.07.2006      | 7    | Ми нисмо анђели                              | We're No Angels!                               |                                                                        |
| 08.07.2006      | 8    | Обрачун код Оук корала                       | Showdown at the Oak Corral                     |                                                                        |
| 22.07.2006      | 9    | Плави беџ части                              | The Blue Badge of Courage                      |                                                                        |
| 29.07.2006      | 10   | Отмица професора Оука                        | Oaknapped!                                     |                                                                        |
| 05.08.2006      | 11   | Састанак са Деликетијем                      | A Date With Delcatty                           |                                                                        |
| 12.08.2006      | 12   | Селеби и Џој                                 | Celebi and Joy!                                |                                                                        |
| 19.08.2006      | 13   | Обука                                        | Training Daze                                  |                                                                        |
| 26.08.2006      | 14   | Пут пре пута                                 | Journey to the Starting Line!                  |                                                                        |
| 02.09.2006      | 15   | Удахнути живот Аеродактилу                   | Putting The Air Back In Aerodactyl!            |                                                                        |
| 23.09.2006      | 16   | Кад Лавдиск заволи                           | Luvdisc Is A Many Splendored Thing!            |                                                                        |
| 23.09.2006      | 17   | Ти грозни електрабази                        | Those Darn Electabuzz!                         |                                                                        |
| 30.09.2006      | 18   | Потрага за легендом                          | The Search for the Legend                      |                                                                        |
| 07.10.2006      | 19   | непознато                                    | Of Meowth and Pokémon                          | Није објављена на DVD-у.                                               |
| 14.10.2006      | 20   | непознато                                    | Trouble in Big Town                            | Није објављена на DVD-у.                                               |
| 21.10.2006      | 21   | непознато                                    | Big Meowth, Little Dreams                      | Није објављена на DVD-у.                                               |
| 25.11.2006      | 22   | Пикачуов зимски распуст                      | Pikachu's Winter Vacation                      | Састоји се од две краће епизоде: Пред нову годину и Игра на леду.      |

## DVD издања
Компанија Globalcall (касније Katex) је од 2005. у сарадњи са Хепи ТВ издала 19 од 22 епизоде на 4 DVD-а, који су се продавали широм Србије и Црне Горе. DVD-јеви су касније више пута опет издавани.
| Број DVD-a | Наслов DVD-а                             | Епизоде        | Језици | Година издања | Коментар                                                                                       |
| ---------- | ---------------------------------------- | -------------- | ------ | ------------- | ---------------------------------------------------------------------------------------------- |
| 1          | Покемон хронике: 8 најновијих епизода    | 4,5,6,7,8,22   | српски | 2005          | Епизоде 4 и 22 су наведене као по 2, то чини 8 епизода из наслова.                             |
| 2          | Покемон: Легенда грома + 2 бонус епизоде | 1,2,3,13,18    | српски | 2005          | Легенда грома је наведена као дугометражни филм, а објављена је као 3 епизоде Покемон хроника. |
| 3          | Покемон: 5 нових епизода                 | 11,12,14,15,16 | српски | 2005          | -                                                                                              |
| 4          | Покемон: 4 нове епизоде                  | 9,10,17,22     | српски | 2006          | Иако у наслову пише "4 нове епизоде", епизода 22 је већ била објављена на првом DVD-у.         |